# Agathiopsis unanimis
Agathiopsis unanimis là một loài bướm đêm trong họ Geometridae.